# 阿芒塞
阿芒塞（法語：Amancey，法語發音：[amɑ̃sɛ]）是法国杜省的一个市镇，属于贝桑松区。

## 地理
阿芒塞（47°2'17"N, 6°4'18"E）面积13.78 平方千米，位于法国勃艮第-弗朗什-孔泰大區杜省，该省份为法国东部内陆省份，北起上索恩省，西接汝拉省，东部及东南部与瑞士接壤，东北部与贝尔福地区省接壤。
与阿芒塞接壤的市镇（或旧市镇、城区）包括：费尔唐、弗拉热、代塞尔维莱尔。

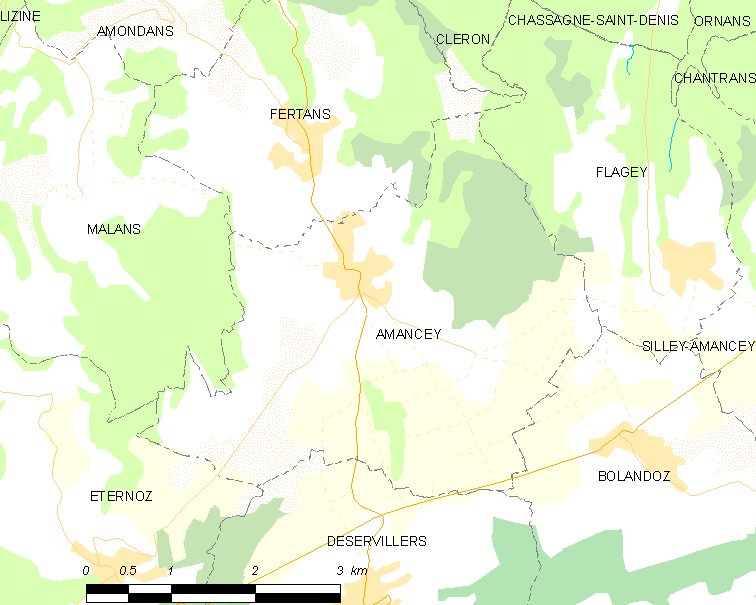
阿芒塞的OSM定位图

阿芒塞的时区为UTC+01:00、UTC+02:00（夏令时）。

## 行政
阿芒塞的邮政编码为25330，INSEE市镇编码为25015。

## 政治
阿芒塞所属的省级选区为奥尔南县。

## 人口

1962-2008年间阿芒塞人口变化图示

阿芒塞于2022年1月1日时的人口数量为731人。